# Мельничное (озеро, Онежский район)
Мельничное — пресноводное озеро на территории межселённой территории Онежского района Архангельской области.

## Общие сведения
Площадь озера — 1,5 км², площадь водосборного бассейна — 12,1 км². Располагается на высоте 183,4 метров над уровнем моря.
Форма озера овальная, практически округлая. Берега сильно заболоченные.
С западной стороны озера вытекает река Мельничная, впадающая в озеро Лузское, через которое протекает река Илекса, впадающая, в свою очередь, в Водлозеро.
Ближе к западному берегу расположен один небольшой остров без названия.
Населённые пункты и автодороги вблизи водоёма отсутствуют.
Код объекта в государственном водном реестре — 01040100311102000019220.